# Aleksandr Filimonov
Aleksandr Vladimirovič Filimonov (in russo Александр Владимирович Филимонов?; Joškar-Ola, 15 ottobre 1973) è un allenatore di calcio ed ex calciatore russo, di ruolo portiere, preparatore dei portieri della nazionale Under-18 russa.

## Carriera

### Calcio
Figlio di un allenatore di calcio, debutta diciassettenne nella quarta serie nazionale (Soviet Second League B) prima con la maglia dello Stal' Čeboksary poi con quella del Druzhba Yoshkar-Ola.
Nel 1992 avviene invece l'esordio nel massimo campionato russo con il Fakel Voronež, club che a fine anno retrocede. Nel 1994 passa al Tekstilshchik Kamyshin con cui ha anche modo di giocare per la prima volta la Coppa UEFA.
Complice il contratto in scadenza col Kamyshin e la precaria situazione economica della società, Filimonov viene contattato dallo Spartak Mosca in cerca di un portiere dopo la partenza di Stanislav Cherchesov. Durante la sua permanenza nella squadra moscovita Filimonov era inizialmente panchinaro, ma si conquistò poi il posto da titolare ai danni di Ruslan Nigmatullin.
Nel 1998 arriva la prima convocazione nella nazionale russa, in occasione di un'amichevole in trasferta contro la Francia.
Il 9 ottobre 1999 è stato un giorno importante, in negativo, per la sua carriera. Le nazionali di Russia e Ucraina giocano l'ultima partita delle qualificazioni agli Europei 2000: fino all'88º minuto i russi vincono 1-0 e sono virtualmente qualificati per gli spareggi, ma l'errore di Filimonov su un defilato tiro-cross di Andrij Ševčenko vale il pareggio e l'eliminazione. Il suo rapporto con la nazionale dura solamente altre 4 gare, tutte amichevoli.
Nel 2001 passa alla Dinamo Kiev per rimpiazzare l'infortunato Oleksandr Shovkovskiy, ma a fine anno perse il posto in favore di Vitaliy Reva. Si trasferisce quindi all'Uralan Elista, rimanendovi due anni. Poi firma con l'FK Mosca ma colleziona presenze in prima squadra solo nel corso della prima stagione, senza essere schierato nelle altre due annate. Nel gennaio 2007 vola a Cipro ingaggiato dal Nea Salamis Famagosta, poi torna in Russia al Kuban' e va infine in Uzbekistan al Lokomotiv Tashkent.

### Beach soccer
Dopo essersi ritirato dal calcio professionistico, dal 2011 Filimonov ha optato per il beach soccer diventando il portiere della Lokomotiv Mosca e della nazionale russa di questa disciplina.

## Palmarès
- Campionato russo: 6

Spartak Mosca: 1996, 1997, 1998, 1999, 2000, 2001
- Coppa di Russia: 1

Spartak Mosca: 1997-1998